# Castrul roman de la Mihai Viteazu
Castrul roman de la Mihai Viteazu, situat în punctul "Cetatea Fetei", județul Cluj, este înscris pe lista monumentelor istorice din județul Cluj elaborată de Ministerul Culturii și Patrimoniului Național din România în anul 2010 (cod CJ-I-m-A-07110.01).